# Bebådelsekatedralen, Kreml

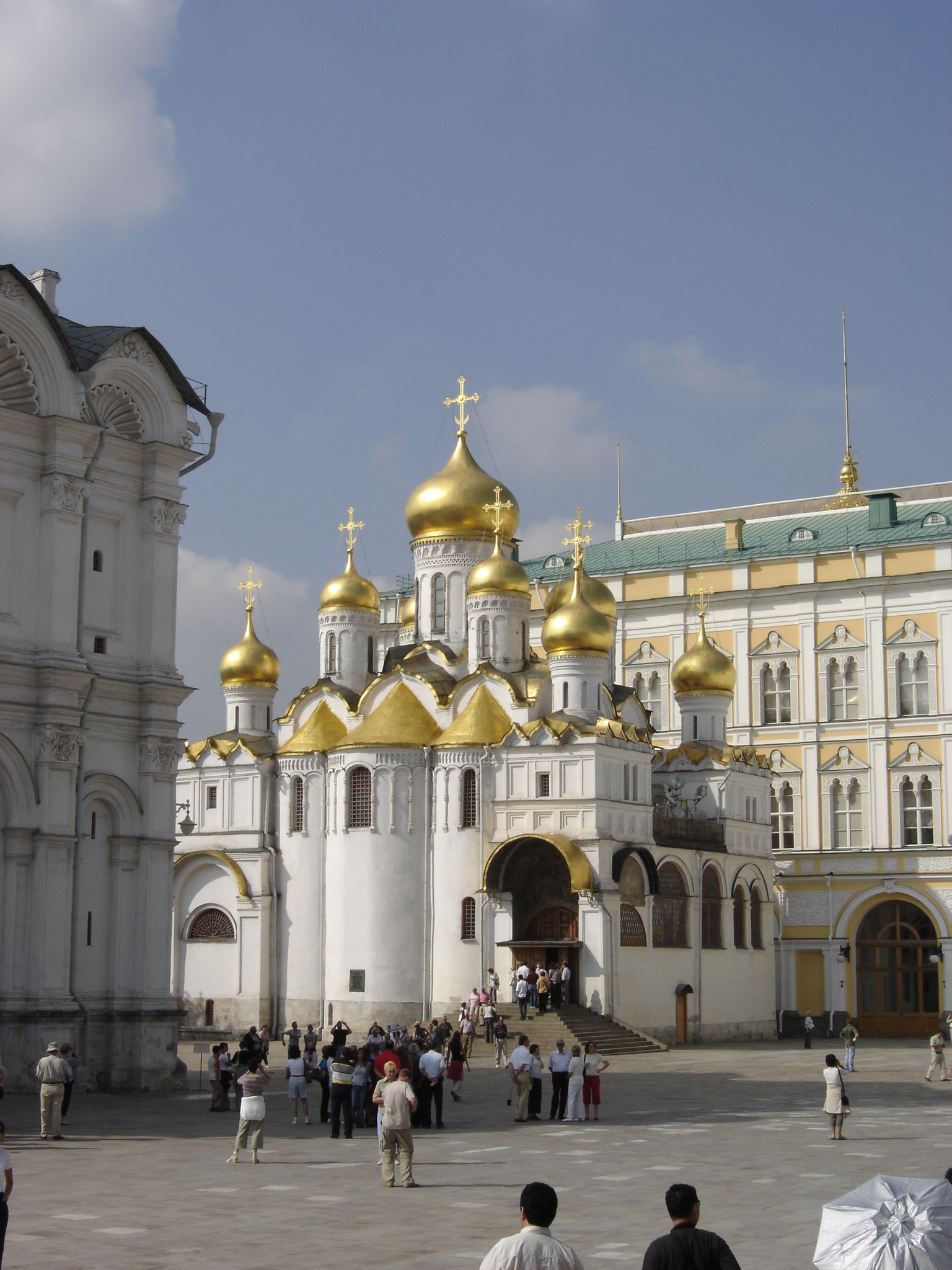
Bebådelsekatedralen (augusti 2004).

Marie bebådelsekatedralen (ryska: Благовещенский собор; translitteration: Blagovesjtjenskij sobor) är en rysk-ortodox katedral belägen vid Katedraltorget, i Kreml i den centrala delen av staden Moskva, i Ryssland.
Katedralen är helgad åt Bebådelsen, då ärkeängeln Gabriel överlämnade budskapet till Jungfru Maria att hon skulle föda Jesus Kristus.

## Historik
Bebådelsekatedralen i Kreml började byggas år 1484 och stod klar 1489, då den ersatte en tidigare katedral med samma namn. Den byggdes enligt ritningar av arkitekter från staden Pskov.
Katedralen var också de ryska tsarernas dop- och vigselkyrka.

## Kyrkan
- De norra och västra portalerna finns dörrar gjorda av brons som är dekorerade med bladguld.

- Katedralens golv är gjort av jaspis. På väggarna ses lämningar av muralmåleri.